# Русско-Татарская Айша
Русско-Татарская Айша — деревня в Высокогорском районе Татарстана. Входит в состав Ташлы-Ковалинского сельского поселения.

## География
Находится в северо-западной части Татарстана на расстоянии приблизительно 16 км на север по прямой от районного центра поселка Высокая Гора у речки Шуманка.

## История
Возникла в 1991 году при объединении деревень Татарская Айша (известна с времён Казанского ханства) и Русская Айша (основана во второй половине XVIII века).
В «Списке населенных мест по сведениям 1859 года», изданном в 1866 году, населённый пункт упомянут как казённая деревня Айша 3-го стана Казанского уезда Казанской губернии. Располагалась при речке Крылайке, по левую сторону от Сибирского почтового тракта, в 33 верстах от уездного и губернского города Казани и в 18 верстах от становой квартиры в казённой деревне Верхние Верески. В деревне, в 52 дворах проживали 331 человек (161 мужчина и 170 женщин).

## Население
Постоянных жителей было: в 1782 году — 148 душ мужского пола (Татарская Айша), в 1859—144 человека (364 — в Русской Айше), в 1897—155 (344), в 1908—119 (293), в 1920—121 (286), в 1926—123 (367), в 1938—202, в 1949—592 (152), в 1958—473 (63), в 1989 — 71, 46 в 2002 году (русские 48 %, татары 52 %), 31 в 2010.